# Argumento dos casos marginais
O Argumento dos Casos Marginais é um argumento filosófico sobre o status moral dos animais. Seu objetivo é demonstrar que a ideia de que todos os seres humanos e apenas eles são dotados de "valor moral" é inconsistente.

## Primeira formulação
A inconsistência do argumento tradicional pode ser apresentada da seguinte forma:
1. Para justificar que certo indivíduo deve ser levado em consideração moralmente este deve possuir o conjunto de propriedades moralmente relevantes P.
2. Para todo conjunto concebível de propriedades moralmente relevantes P (razão, linguagem, sofrimento, senciência...) ou alguns seres humanos não o possuem, ou alguns animais o possuem, ou ambos.
3. Não é possível justificar que todos os seres humanos e apenas os seres humanos sejam levados em consideração moralmente.

## Razão
Em geral, a propriedade utilizada para justificar a desigualdade moral entre humanos e animais-não-humanos é a racionalidade e/ou a capacidade de pensar e agir moralmente, como defendido por Kant. Aqui o argumento lembraria que, qualquer que seja a definição de racionalidade, é claro que nem todos os seres humanos a possuem. Quanto à agência moral, esta também não se aplica a diversos seres humanos, como às crianças. Sendo assim, teríamos de concluir que as crianças não deveriam ser levadas em consideração, a não ser indiretamente, ou seja, por referência aos outros agentes morais que se importam com a criança (pais, parentes, e de forma geral, todo ser humano com compaixão). Kant sustenta a posição de que nossa obrigação aos animais refere-se a nós mesmos, pois a crueldade com estes diminui a nossa "humanidade".

## Outras propriedades
Propriedades comumente utilizadas para justificar a desigualdade moral entre humanos e animais-não-humanos vão desde a negação que estes possuem sensações (ver Descartes), a falta de linguagem ou conceitos (ver Aristóteles e Frey) ou a incapacidade de agir de forma recíproca (via de regra presente em teorias contratualistas).

## Implicações do argumento
O argumento, por si só, não comprova que animais-não-humanos devem ser levados em consideração moral. A alternativa aqui seria negar que estes e também certos seres humanos são moralmente valiosos. Mesmo que rejeitemos esta alternativa e concordemos que alguns animais devem ser levados em consideração moral, o argumento não explicita como esta consideração deve ser exercida. Na filosofia contemporânea existem diversas teorias acerca disso, das quais duas são mais proeminentes, a saber, a teoria utilitarista do filósofo Peter Singer e a deontológica do filósofo Tom Regan.

## História
O argumento é comumente associado a Peter Singer, mas Daniel Dombrowski sustenta que o argumento teve origem com o filósofo Porfírio.

## Críticas
O contra-argumento mais comum é o Argumento da Normalidade da Espécie nomeado por David Graham e proposto por Tibor Machan em seu livro Putting Humans First: Why We Are Nature's Favorite e por Ingemar Nordin em seu ensaio "Animals Don't Have Rights: A Philosophical Study".
Este argumento, como apresentado por Machan, afirma que definições biológicas não são precisas como definições matemáticas. Como diz o autor "uma cadeira quebrada ainda é uma cadeira". Sendo assim não deveríamos considerar o sujeto por sí, mas sim a "normalidade de sua espécie".
O contra-argumento do Argumento da Normalidade da Espécie é apresentado por James Rachels em um reductio ad absurdum e poderia ser chamado de Argumento do Chimpanzé Especial. O argumento acima é confrontado com o seguinte experimento mental:
Imagine que um chimpanzé torne-se capaz de fazer cálculos matemáticos complexos e se comunicar com linguagem humana e pedisse autorização para prestar vestibular para engenharia. De acordo com o argumento de Machan, a resposta seria "você não pode prestar vestibular ou ingressar em uma faculdade, pois isto não é 'normal de sua espécie'".
É interessante notar que o argumento acima de fato já foi utilizado para proibir que mulheres frequentassem cursos superiores. Defensores dos animais normalmente acreditam haver um paralelo histórico em relação ao especismo - discriminação para com os animais-não-humanos com base na espécie - e a outras formas de discriminação, como o sexismo, o racismo, a homofobia e a xenofobia.